# معبد مردم

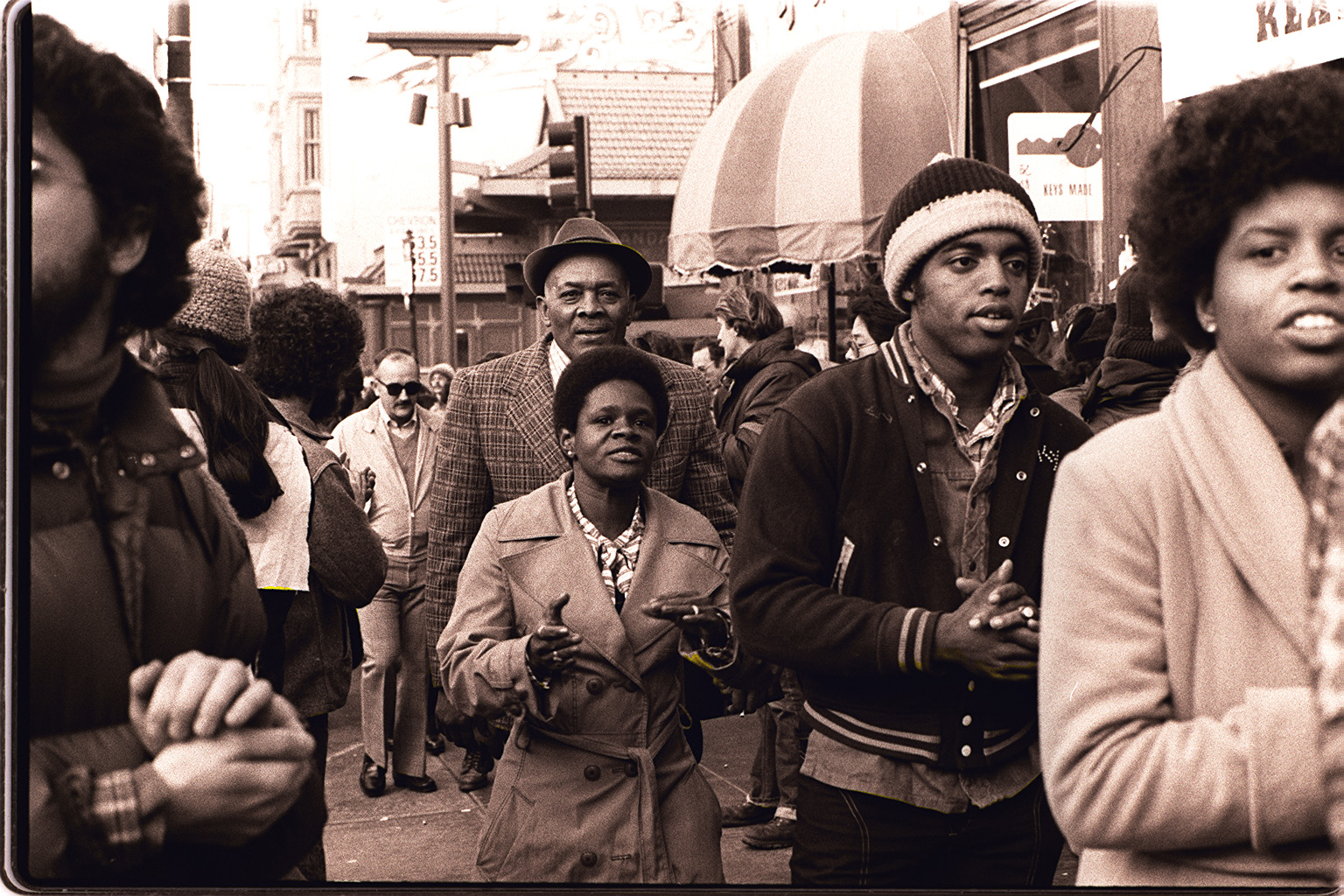
نمونه ای از مردم در معبد

معبد مردم مرید مسیح که معمولاً به نام معبد مردم خوانده‌می‌شود، معابدی در آمریکا هستند که بر پایهٔ جنبش‌های نوپدید دینی، بین سال‌های ۱۹۵۵ و ۱۹۷۸، به وجود آمده‌اند. معبد مردم در ابتدا در ایندیاناپولیس ایالت ایندیانا، توسط کشیش جیم جونز تأسیس شد. این معبد پیامی را منتشر کرد که به عقیده آن، عناصر مسیحیت و ایدئولوژی‌های کمونیستی و سوسیالیستی با تأکید بر برابری نژادی ترکیب می‌شدند. بعد از این که جونز در دهه ۱۹۶۰ گروه را به کالیفرنیا منتقل کرد، معابد مختلفی را در سراسر ایالت تأسیس نموده و در سانفرانسیسکو مقر اصلی خود را بر پا کرد. این معبد با بسیاری از شخصیت‌های سیاسی چپ ارتباط برقرار کرد و ۲۰٬۰۰۰ پیرو (هرچند ۳۰۰۰ تا ۵٬۰۰۰ هم تخمین شده) گردآورد.
این معبد بیشتر به خاطر حوادث ۱۸ نوامبر ۱۹۷۸ در گویان معروف شد؛ زمانی که ۹۰۹ نفر در یک قتل‌عام در شهرک دور افتاده جونز تاون جان خود را از دست دادند و لئو رایان، نماینده کنگره ایالات متحده و همراهان او به قتل رسیدند. تا پیش از رویداد حملات تروریستی ۱۱ سپتامبر، این واقعه بزرگ‌ترین کشتار غیرنظامیان اهل ایالات متحده آمریکا بود. محققان و مردم معبد را به دلیل قتل‌های مرتبط با آن در گویان فرقه‌ای مخرب می‌شناسند.